# Ti (Sumeria)

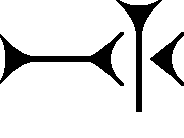
Signo cuneiforme TI.

Ti, TI o TÌL en cuneiforme (Borger 2003 nº; U+122FE 𒋾) tiene el significado principal de  "vida" cuando se usaba ideográficamente.
El signo escrito fue desarrollado a partir del dibujo de una flecha, puesto que las palabras que significan "flecha" y "vida" se pronunciaban de manera similar en idioma sumerio.
Con el determinativo UZU 𒍜 "carne", UZUTI, significa "costilla". Esta homofonía es explotada en el mito de Ninti (𒊩𒌆𒋾 NIN.TI "señora de la vida" o "señora de la costilla»), creada por Ninhursag para curar al enfermo Enki. Puesto que Eva era llamada "madre de la vida" en el Génesis, con su ser, tomado de la "costilla" (en hebreo צלע) de Adán, la historia de Adán y Eva, a veces se ha considerado que deriva de la de Ninti.
En ortografía acadia, el signo tiene los valores silábicos di o ṭi, en hitita ti, di o te.